# Rivière Moustaché
Die Rivière Moustaché ist ein kurzer Bach im Westen der Insel Mahé der Seychellen.

## Geographie
Die Rivière Moustaché entspringt an den westlichen Ausläufern des Morne-Seychellois-Massivs im Gebiet von Bel Ombre. Er verläuft steil nach Westen und mündet nach kurzem Verlauf westlich vom Hauptort in den Indischen Ozean.